# Sfânta Fecioară Maria de pe Muntele Carmel

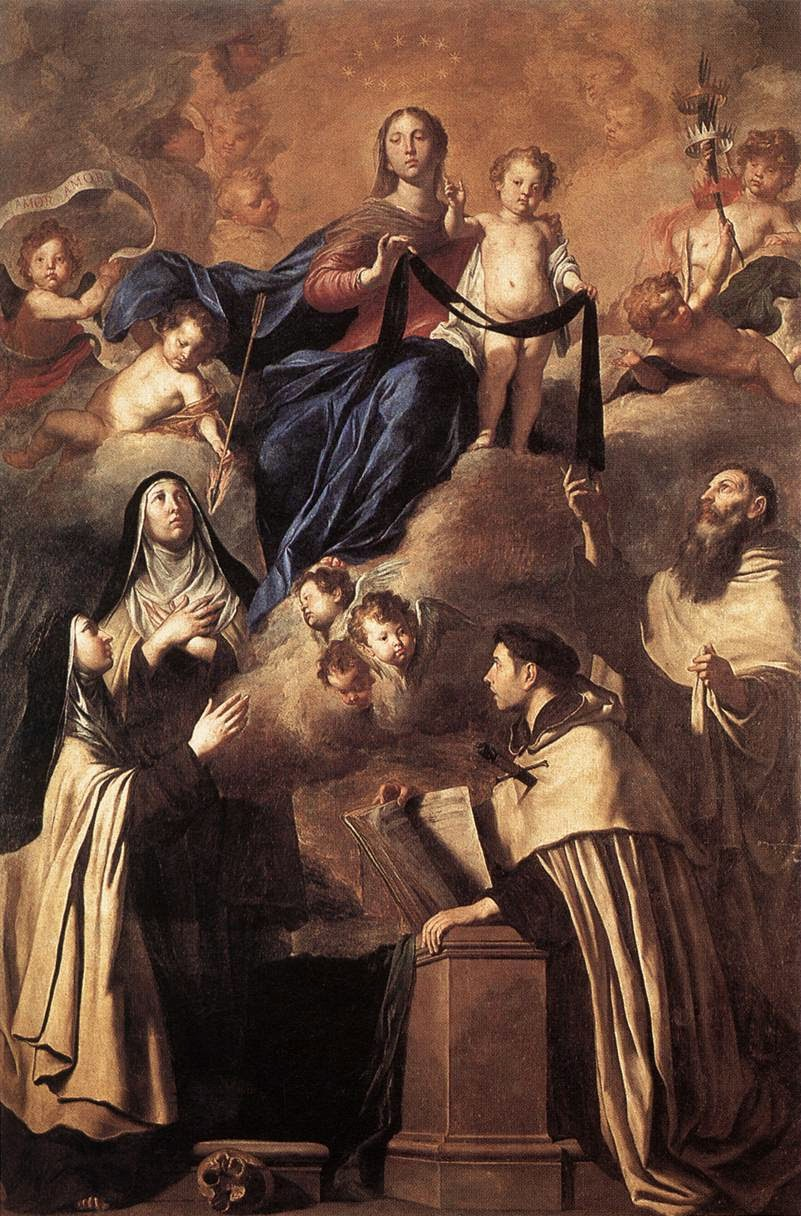
Sfânta Fecioară de pe Muntele Carmel, pictură de Pietro Novelli, 1641

Sfânta Fecioară Maria de pe Muntele Carmel este o sărbătoare romano-catolică (16 iulie). Inițial a fost o sărbătoare a ordinului carmelit, care în anul 1726 a fost introdusă în calendarul roman universal.

## Istoric
În secolul al XII-lea câțiva pustnici s-au retras pe Muntele Carmel (în apropiere de Haifa), trăind o viață ascetică, după exemplul profetului Ilie, apoi au întemeiat un ordin (Ordinul carmelit) pentru a duce viață contemplativă sub ocrotirea Sfintei Născătoare de Dumnezeu Maria. Ei interpretau micul nor, cât palma, care s-a ridicat din mare, după o lungă secetă, în vremea prorocului Ilie (după jertfa adusă de acesta pe Muntele Carmel), aducând ploaia salvatoare (1 Reg 18, 41-46), drept o imagine a Maicii Domnului. 
În secolul al XIII-lea pustnicii au trebuit să fugă din calea sarazinilor și au adus cu ei în Europa cultul Maicii Domnului de pe Muntele Carmel. Potrivit unei legende, Sfânta Maria i-a încredințat generalului ordinului carmelit, Simon Stock, "scapularul" însoțit de făgăduințe deosebite pentru toți cei care-l vor purta. De aceea, sărbătoarea se mai numește și "a scapularului" ("Scapularul" este o piesă de îmbrăcăminte prezentă la unele ordine călugărești, care se poartă pe deasupra hainelor, atârnând în față și în spate până la glezne).

## Semnificație
În Sfintele Scripturi este lăudată frumusețea Carmelului, unde prorocul Ilie a apărat puritatea credinței lui Israel în Dumnezeul cel viu. "Scapularul", sărbătorit de asemenea, este un veșmânt ce amintește ocrotirea neîncetată a Maicii Domnului în această viață și la trecerea spre plinătatea slavei veșnice. În același timp, conștiința că evlavia față de ea trebuie să fie un fel de "uniformă", adică un stil de viață creștină.